# Conférence des écoles européennes pour l'enseignement et la recherche des sciences pour l'ingénieur avancées
 (juin 2022).
La Conférence des écoles européennes pour l'enseignement et la recherche des sciences pour l'ingénieur avancées (en anglais Conference of European Schools for Advanced Engineering Education and Research, CESAER) est une association d'établissements d'enseignement supérieur européens axée dans le domaine des sciences de l'ingénierie.

## Histoire
L'association a été fondée le 10 mai 1990, et son quartier général est situé dans le campus technologique de la KU Leuven, à Louvain en Belgique. Le président actuel est Rik Van de Walle.

## Organisation
L'association, à but non lucratif, a pour objectifs de garantir un enseignement, une recherche et une formation continue de haute qualité dans le domaine des sciences de l'ingénierie,.

## Membres
La liste suivante répertorie les universités membres, : 
| Pays        | Institution(s) |
| ----------- | --- |
| Allemagne   | Université de Stuttgart Université Gottfried Wilhelm Leibniz de Hanovre Université technique de Rhénanie-Westphalie à Aix-la-Chapelle Université technique de Berlin Université de technologie de Darmstadt Université technique de Dresde Institut de technologie de Karlsruhe Université technique Carolo-Wilhelmina de Brunswick |
| Autriche    | Université technique de Vienne Université technique de Graz |
| Belgique    | Université catholique de Louvain KU Leuven Université de Gand |
| Danemark    | Université d'Aalborg |
| Espagne     | Université polytechnique de Madrid Université polytechnique de Valence Université polytechnique de Catalogne |
| Estonie     | Université de technologie de Tallinn |
| Finlande    | Université Aalto |
| France      | Université Paris-Saclay Université Grenoble-Alpes Institut national des sciences appliquées de Lyon ParisTech |
| Hongrie     | Université polytechnique et économique de Budapest |
| Irlande     | University College Dublin |
| Israël      | Technion |
| Italie      | École polytechnique de Milan École polytechnique de Turin |
| Lettonie    | Université technique de Riga |
| Lituanie    | Université de technologie de Kaunas |
| Norvège     | Université norvégienne de sciences et de technologie |
| Pays-Bas    | Université technique de Delft Université de Twente |
| Pologne     | Université de technologie de Poznań École polytechnique de Varsovie École polytechnique de Gdańsk |
| Portugal    | Université de Lisbonne Université Nova de Lisbonne Université de Porto |
| Tchéquie    | Université de technologie de Brno Université technique de Prague |
| Roumanie    | Université Politehnica de Bucarest |
| Royaume-Uni | Université de Sheffield Université de Strathclyde Université de Surrey |
| Russie      | Université polytechnique de Tomsk |
| Serbie      | Université de Belgrade |
| Suède       | École polytechnique Chalmers Institut royal de technologie École polytechnique de l'Université de Lund |
| Suisse      | École polytechnique fédérale de Lausanne École polytechnique fédérale de Zurich |
| Turquie     | Université technique d'Istanbul |